# Ліпово (Мронґовський повіт)
Ліпово (пол. Lipowo, нім. Lindendorf) — село в Польщі, у гміні Пецки Мронґовського повіту Вармінсько-Мазурського воєводства.
Населення — 298 осіб (2011).
У 1975-1998 роках село належало до Ольштинського воєводства.

## Демографія
Демографічна структура станом на 31 березня 2011 року:
|          | Загалом | Допрацездатний вік | Працездатний вік | Постпрацездатний вік |
| -------- | ------- | ------------------ | ---------------- | -------------------- |
| Чоловіки | 158     | 37                 | 102              | 19                   |
| Жінки    | 140     | 35                 | 84               | 21                   |
| Разом    | 298     | 72                 | 186              | 40                   |